# José Venceslau de Liechtenstein
José Venceslau (Praga, 9 de agosto de 1696 — Viena, 10 de fevereiro de 1772) foi o príncipe soberano de Liechtenstein, por três vezes em sua vida. Era o filho mais velho de Filipe Erasmo do Liechtenstein (1664-13 janeiro 11 setembro 1704) e Teresa Christina de Löwenstein-Wertheim-Rochefort (12 de Outubro de 1665-14 abril 1730). Foi um sobrinho de Antônio Floriano.

## Biografia
José Venceslau foi um brilhante general. Em 1745, foi nomeado Generalíssimo na Itália e, em 1753, foi nomeado comandante geral em chefe na Hungria. Um dos grandes feitos de sua carreira militar foi a reorganização da artilharia austríaca, que em parte foi financiada por seu próprio bolso. 
De 1735 até 1736, foi um enviado imperial em Berlim e um embaixador em Paris, entre 1738 e 1741. Em 1760, José Venceslau escoltou a futura esposa do imperador José II até Viena.
Conseguiu governar Liechtenstein por três vezes: a primeira por direito próprio, entre 1712 e 1718; a segunda vez como herdeiro de José João Adão (1732-1745); e a terceira e última vez como representante da casa principesca de Liechtenstein de 1748 até 1772. 
Ele foi o 698º Cavaleiro da Ordem do Tosão de Ouro na Áustria
Quando ele morreu sem filhos vivos, o governo do Liechtenstein foi para o seu sobrinho Francisco José I de Liechtenstein

## Casamento e filhos
José casou com sua prima, Ana Maria de Liechtenstein (1699-1753), filha de Antônio Floriano, em 1718. Tiveram cinco filhos, todos eles morreram na primeira infância: 
- Filipe Antônio (1719)
- Filipe Antônio (1720)
- Filipe Ernesto (1722-1723)
- Maria Isabel (1724)
- Alexandra Maria (1727)